# Serafino Capponi
Serafino Capponi, né à Porretta Terme en Émilie-Romagne en 1536, et mort à Bologne le 2 janvier 1614,  connu sous le nom de Serafino della Porretta, est un théologien italien.

## Biographie
Serafino Capponi, fils de Girolamo et de Lionora Bartolini, naquit à Porretta Terme, en 1536. Il avait reçu, à son baptême, le nom d'Annibale. Dès la jeunesse, il prit l'habit de l'Ordre des Prêcheurs, au couvent de Bologne où, à cause de la grande piété, on l'appela Séraphin. Capponi passa la plus grande partie de la vie à étudier l'œuvre de Thomas d'Aquin. Il fut nommé professeur de philosophie à Bologne, puis régent à Rieti, L'Aquila, Ferrare et Venise (pendant 25 ans). À la suite de démêlés avec la République, il quitte Venise et s'établit à Bologne pour la fin de sa vie. Il mourut à Bologne le 2 janvier 1614. On lui doit un vaste commentaire à la Somme théologique de Thomas d'Aquin, qui témoigne de l'évolution dominicaine sous l'influence du cardinal Cajetan et de Giovanni Crisostomo Javelli, mais aussi des nouveaux raidissements disciplinaires qui affectent l'ordre. Dans son commentaire, Capponi insère par exemple la démonstration philosophique de l'immortalité de l'âme et cite à plusieurs reprises le décret "Apostolici Regiminis" (1513). Selon lui, sont hérétiques et à punir comme tels non seulement ceux qui affirment la mortalité de l'âme, mais encore ceux qui soutiennent comme vraie n'importe quelle autre proposition philosophique contraire à la foi. La supériorité de l'Écriture sainte, divinement révélée, par rapport à la raison, "permet à la théologie de purger les sciences humaines de l'infection" . Il est également l'auteur de commentaires bibliques.

## Publications
Les principaux ouvrages du R. P. Serafino Capponi sont :
- Veritates aureæ super totam legem veterem, etc. Venise, 1590, in-fol. ;
- Scholia super Compendium theologicæ veritatis Alberti Magni, Venise, 1588-1590, in-8° ;
- Tota theologia sancti Thomæ Aquinatis in compendium redacta, Venise, 1597, in-12 ;
- Elucidationes formales in summam theologicam Sancti Thomæ de Aquino, Venise, 1588, 5 vol. in-4° ;
- Summa totius theologiae D. Thomae etc. cum elucidationibus formalibus, etc., Venise , 1612, 6 vol. in-fol. ;
- Commentarii in psalterium Davidicum (opus posthumum), Bologne, 1736-1745, 4 vol. in-fol.